# نسبة النواة للهيولى

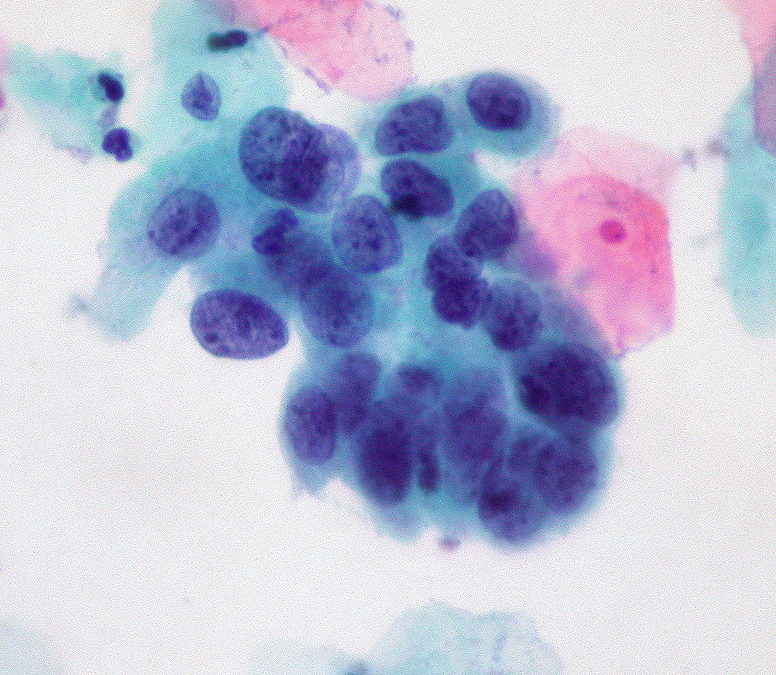

نسبة النواة للهيولى أو النسبة النووية إلى الهيولية أو نسبة النواة/الهيولى أو نسبة النواة للسيتوبلازم (بالإنجليزية: Nuclear-cytoplasmic ratio)‏ وُتدعى اختصاراً N/C، هوَ مِقياس يُستخدم في علم الأحياء الخلوي، حيثُ يُمثل نسبة حجم نواة الخَلية إلى حجم سيتوبلازم الخلية.
تُشير نسبة النواة للهيولى إلى مدى نُضج الخَلية، ويعود السَبب في ذلك إلى أنه كُلما نضجت الخَلية قَل حجم النُواة بشكلٍ عام، لذلك وعلى سبيل المِثال الشكل الأرومي مِن كريات الدم الحمراء وَخلايا الدم البيضاء وَالخلايا النواء تكون نسبة النواة للهيولى 4:1 والتي تَقل عند النُضج إلى 2:1 أو حتى 1:1 في بعض الأحياء (يتم استثناء الصفائح الدموية الناضِجة كونُها خلايا عديمة النواة، وأيضاً الخلايا اللمفاوية لإنهُ تقل النسبة فيها إلى 3:1 فقط وفي بعض الأحيان تبقى النسبة نفسُها 4:1).
زيادة نسبة النواة للهيولى يَرتبط بشكلٍ شائِع مع خلل التنسج محتمل التسرطن بالإضافة إلى الخلايا الخبيثة.